# 有理標準形
線形代数学において、体 F の元を成分とする正方行列 A の有理標準形（ゆうりひょうじゅんけい、英: rational (canonical) form）あるいはフロベニウス標準形（ふろべにうすひょうじゅんけい、英: Frobenius normal form）とは、体 F 上で相似な行列の標準形である。この標準形は、自然に作用するベクトル空間の行列 A に関して巡回的な（つまり、あるベクトル v と A の冪による像 Av, A2v, … により生成される）部分空間への極小分解を反映したものである。所与の正方行列からは唯一つの標準形しか得られず（それゆえ〈標準的〉で）、また正方行列 A, B が互いに相似となるのは A, B の有理標準形が一致するとき、かつそのときに限る。また、この標準形は行列成分の有理演算のみに依って（それゆえ〈有理的〉に）見つけることができる。とりわけジョルダン標準形とは異なり多項式の分解を必要とせず、これは行列の相似性が体の拡大に関して不変であることを示している。この標準形の名前はドイツの数学者ゲオルク・フロベニウスに因む。

## 動機
正方行列 A, B が互いに相似かどうか調べたいとしよう。考えられる方法のひとつは、それぞれについて自然に作用するベクトル空間を不変部分空間の直和に可能な限り分解し、これらの部分空間上のそれぞれの作用を比較することである。たとえば両者が共に対角化可能であれば、固有空間分解をして、固有値とその重複度を比較することによって相似性は決定可能である。実際これは非常に有力な方法であることが多いが、一般的な方法としては様々な欠点がある。第一に、すべての固有値を（たとえば固有多項式の根として）見つける必要がある。しかし、それらを陽に表示することができるとは限らない。第二に、固有値は拡大体の中にしか存在しないかもしれない。このとき基礎体に関する相似性の証明は得られない。最後に、行列 A, B は、そもそも拡大体においてさえ対角化できないかもしれない。このような場合には広義固有空間への分解や、ジョルダン細胞への分解を代わりに使わなければならない。
しかしながら、上のように精密な分解を得ることは行列の相似性決定には必要ではない。有理標準形は、可能な限り大きな不変部分空間への直和分解に基づいているが、一方でそれぞれの作用を非常に単純な記述できる。これらの部分空間はゼロでないベクトル v と行列の冪による像により生成される。これらは明らかに不変部分空間であり、巡回部分空間と呼ばれる。このような部分空間の基底は v と線型独立な限りその連続する冪による像とによって得られる。この基底に関する線形変換の表現行列はモニック多項式の同伴行列であり、この多項式（線形変換の部分空間への制限の最小多項式）は線形変換の巡回部分空間への作用を同型を除いて決定し、部分空間を生成するベクトル v の選び方に依らない。
巡回部分空間による直和分解は常に存在し、それを見つけるのは多項式の分解を必要としない。しかしながら、巡回部分空間はより小さな巡回部分空間の直和へと分解されるかもしれない（本質的には中国剰余定理による）。したがって、単に巡回部分空間への分解を求め、対応する最小多項式を知るだけでは相似性を決定するには十分でない。相似な行列に対し同じ巡回部分空間への分解が得られるように付加的な条件を課す必要がある：対応する最小多項式の列は、各多項式が次の多項式を整除しなくてはならない（そして 0 次元の自明な巡回部分空間を除外するために定数多項式 1 も許さない）。このようにして得られる多項式の列は行列の単因子と呼ばれ、行列が互いに相似であるのは、同一の単因子をもつとき、かつそのときに限る。行列 A の有理標準形は対応する最小多項式が A の単因子となるような巡回部分空間への分解に沿った基底の表現行列として得られる。行列が互いに相似であるのは、同一の有理標準形をもつとき、かつそのときに限る。

## 理論
定理　体 F 上の有限次元ベクトル空間 V と V 上の線形変換 α をとる。不定元 x の作用を α により定め、線形に拡張することにより V 上の F[x] 加群構造を定める。このとき F[x] に属する単数でないモニック多項式 a1, …, an であって
- {\displaystyle V\cong F[x]/(a_{1})\oplus \dotsb \oplus F[x]/(a_{n})}
- {\displaystyle a_{1}\mid \dotsb \mid a_{n}}

を満たすものが一意的に存在する。ただし a | b は a が b を整除することを表す。
証明の概略　単項イデアル整域上の有限生成加群の構造定理を F[x] 加群 V に適用する。このとき F[x] 上の自由加群は F 上無限次元なので、有限次元である V の直和分解には自由な直和因子は現れないので、捻れ巡回加群の直和であることが従う。ここで単因子が単数倍の違いを除いて一意的に決定されることはあらかじめ別に示す必要がある。このとき一意性はモニック性より従う。詳細は Dummit & Foote (2004, 12.1 The Rational Canonical Form) を参照のこと。概略終。
各単因子 ai は F[x] に属する多項式なので、ai の同伴行列 Ci は体 F の元を成分とする行列であり、これは線形変換 α の巡回加群 F[x]/(ai) に相当する直和因子における表現行列になる。これらの行列の直和を単因子に渡って取ることで線形変換 α の表現行列 A の有理標準形
{\displaystyle {\begin{bmatrix}C_{1}&&\\&\ddots &\\&&C_{n}\end{bmatrix}}}
が得られる。アルゴリズムは Dummit & Foote (2004, pp. 481f) に詳しい。